# Feest van de zwarte Nazarener
Het Feest van de Zwarte Nazarener (Feast of the Black Nazarene) is een belangrijk religieus festival in de Filipijnen. Tijdens het festival, dat elk jaar op 9 januari plaatsvindt, wordt in een grote processie een zwart beeld (de zwarte Nazarener) door de straten van het Manilla naar Quiapo Church in het district Quiapo gedragen. Honderdduizenden gelovigen nemen deel aan de processie.
Het beeld van de zwarte Nazarener werd ooit door een onbekende Azteekse kunstenaar gemaakt en werd in 1606 door de eerste groep Augustijnen per Manillagaljoen naar de Filipijnen gebracht, waar het op 31 mei aankwam.